# Балдуїн II
Балдуїн II Єрусалимський (фр. Baudouin II de Jérusalem; ? — 21 серпня 1131), відомий також як Балдуїн Буркський (фр. Baudouin de Bourcq) — учасник Першого хрестового походу, граф Едеси (1110–1118) і король Єрусалиму у 1118–1131 роках.

## Біографія

### Хрестоносець
Стосовно місця та дати народження Балдуїна немає точних відомостей. Син Гуго I, графа Ретеля, та Мелісенди де Монлері, він був сеньйором Бурка, коли приєднався до армії учасників Першого хрестового походу, який очолювали його двоюрідні дядьки Готфрід, Балдуїн та Есташ Буйонські.
У 1110 році Балдуїн Буйонський, який став новим королем Єрусалиму передав своєму двоюрідному небожеві (його батько Гуго I, граф Ретеля приходився Королю Єрусалиму Балдуїну Буйонському двоюрідним братом) графство Едесу.
Для зміцнення свого становища Балдуїн у 1101 році одружився з представницею вірменської знаті. У 1102 році брав участь у битві при Аскалоні проти фатимідського Єгипту. У 1104 році зазнав поразки у битві при Харрані від сельджуків. Знаходився у полоні у Мосулі до 1008 року. Тоді його викупили за 60 тисяч динарів. При допомозі курдів, вірмен та візантійців Балдуїн зумів повернути собі владу на Едесою. У 1110 та 1111 роках витримав облогу міста сельджуками, яку вдалося зняти завдяки королю Балдуїну I.

### Король

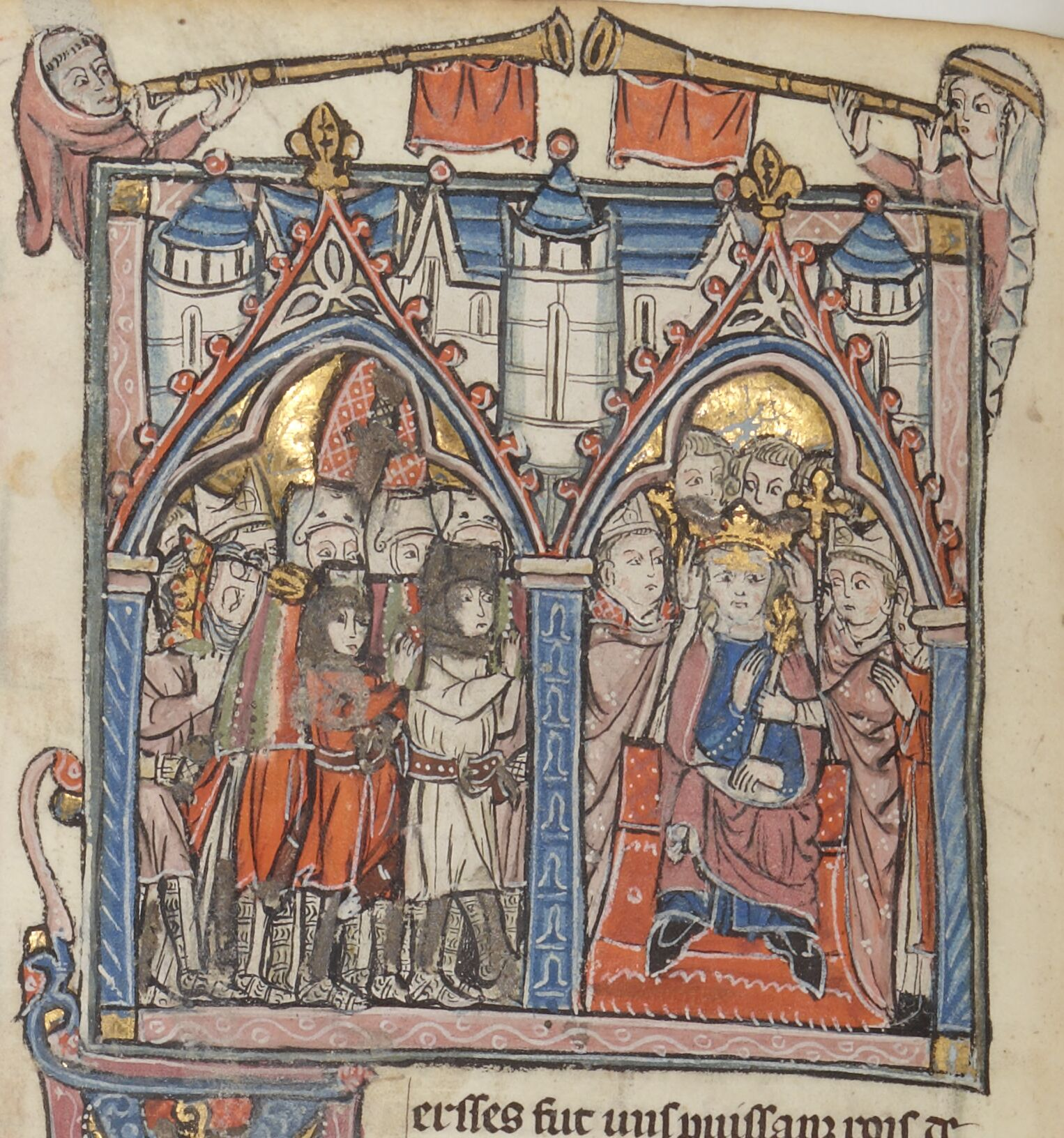
Коронація Балдуїна II

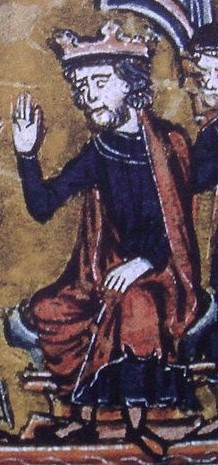
Балдуїн II

У 1118 році після смерті Балдуїна I почалися вибори нового короля. Померлий як спадкоємців визначив свого рідного брата Есташа та свого двоюрідного небожа (сина двоюрідного брата) Балдуїна Едеського. Більшість баронів стала на бік Есташа. Втім, з огляду на те, що той в цей час знаходився в Європі, було обрано королем Балдуїна. При цьому суттєву допомогу останньому надав Жослен де Куртене. Навзаєм новий король передав Жослену графство Едесу. Коронація відбулася 14 квітня того ж року у Віфлеємі.
У 1118 році передав ордену тамплієрів Храм Соломона в Єрусалимі. Загалом підтримував дії першого магістра храмовників Гуго де Пейна. У 1119 році виступив на захист Антіохії, яку вдалося врятувати від військ еміра Іль-Газі. У 1120 році разом з патріархом Єрусалиму Гармондом скликав собор у Наблусі, де були затверджені церковно-правові канони Єрусалимського королівства.

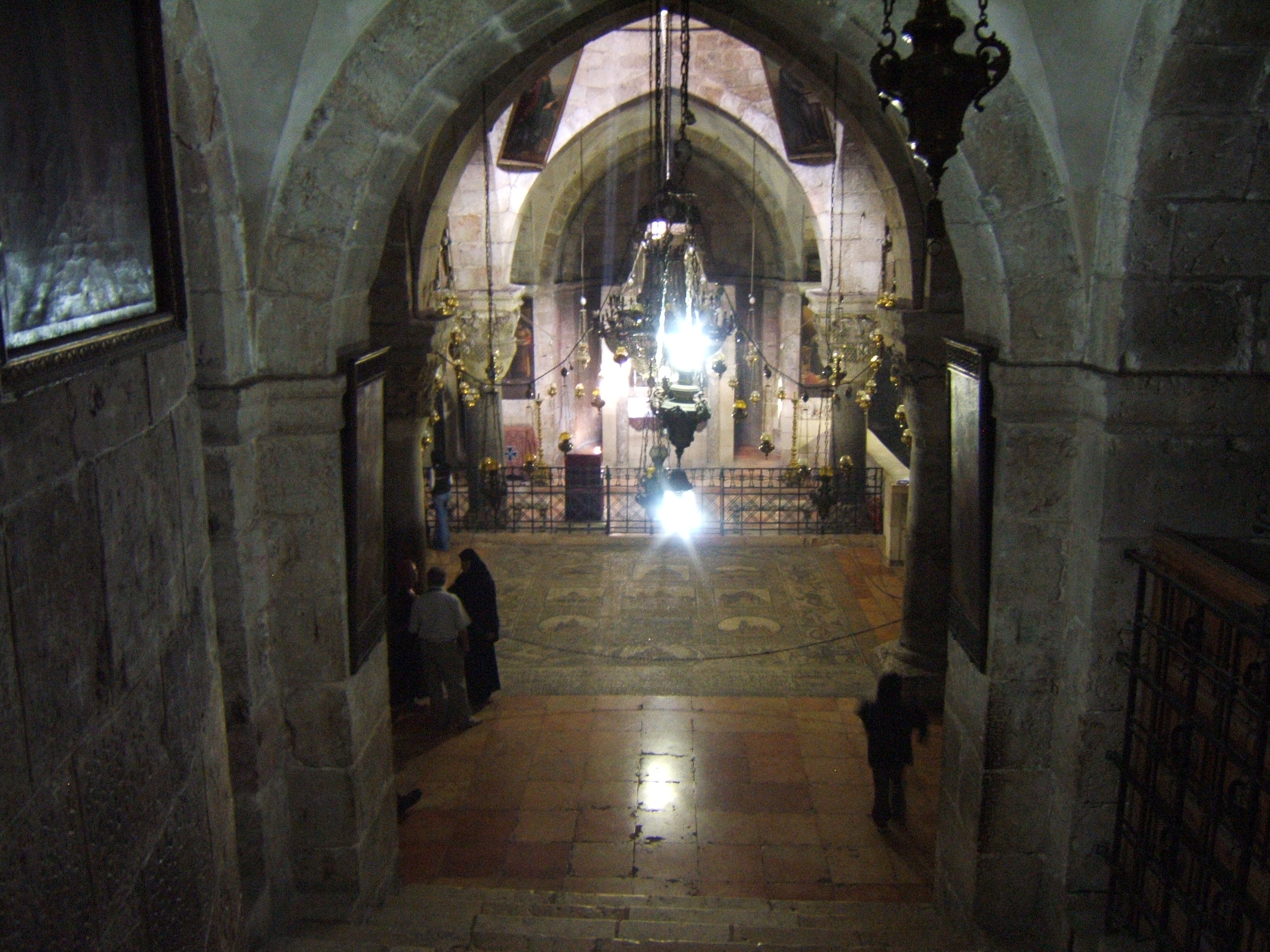
Церква Гробу Господнього. Місце поховання Балдуїна II

У 1123 році при обороні Едеси король потрапив у полон до еміра Белек-Газі. На час його полону регентом королівства було обрано Есташа Граньє, графа Сідону й Кесареї. У 1124 році короля було звільнено в обмін на чотири фортеці й великий викуп. Як заставу Балдуїн II залишив у сельджуків свою доньку Івету. Того ж року взяв в облогу місто Алеппо, втім невдало. У 1125 році очолив об'єднані війська хрестоносців, які у битві при Азазі розгромили війська сельджуцьких емірів. Після цього Балдуїн II при підтримці тамплієрів спустошив околиці Дамаску. Наступного року спробував захопити Дамаск, але не зміг цього зробити.
Наприкінці життя Балдуїн II дедалі більше опікувався долею королівства. З огляду на те, що він не мав сина-спадкоємця, король вирішив влаштував вигідний шлюб доньки Мелісенди з могутнім та енергійним європейським бароном. Зрештою у 1129 році було влаштовано шлюб з Фульком Анжуйським. Помер король 21 серпня 1131 року.

## Сім'я

### Дружина
- Морфія Мелітенська (? — 1 жовтня 1126/1127) — вірменка за національністю. Донька Гавриїла (сеньйора Мелітени). Про дату народження немає відомостей. Під час Першого хрестового походу її батько підтримував хрестоносців. У 1100 році визнав себе васалом графа Балдуїна Едеського. У 1101 році видав Морфію за Балдуїна. Як посаг Морфія принесла чоловікові 50 тисяч золотих безантів. До 1120 році вона мешкала в Едесі, попри те, що Балдуїн ще у 1118 році став королем Єрусалиму. Лише у 1120 році відбулася коронація Морфії. Вона намагалася пристосувати хрестоносців до східних традицій. Виховувала своїх дочок у звичаях Європи та Сходу. У 1123 році після потрапляння у полон Балдуїна II брала участь в його звільнені. Для цього відправила загін з 50 вірмен, які з'ясували місцезнаходження полоненого. У 1124 році особисто їздила до Сирії на перемовини щодо звільнення чоловіка, в якості заручниці передала свою доньку Іветту.

### Діти
1. Мелісенда (1105—11 вересня 1161) — королева Єрусалиму, правила спільно з чоловіком та старшим сином. Здобула гарну освіту. Володіла вірменською, французькою, грецькою, арабською мовами та латиною. Вивчала Біблію, праці Отців Церкви. Також її навчали арифметиці, геометрії, музиці, граматиці, риториці, діалектиці, теології, астрономії. В 1129 році Балдуїн II оголосив Мелісенду спадкоємницею трону. Водночас, зважаючи на її молодість, став шукати досвідчену людину в чоловіки Мелісенді. Вибір пав на Фулька V (графа Анжу). Весілля відбулося 2 червня цього ж року. Наступного року Мелісенда народила сина Балдуїна. В 1131 році помер Балдуїн II. Мелісенду разом із чоловіком оголосили королем й королевою. Втім між подружжям майже із самого початку розпочалися конфлікти. В них активно брав участь коханець Мелісенди Гуго Пюїзе. Зрештою Мелісенда зуміли зменшити вплив Фулька Анжуйського. Вже 1136 року вона фактично перебрала на себе одноосібну владу. Вона відмовилася від нових захоплень, зосередивши увагу на підтримці освіти та культури. В 1143 році після смерті Фулька відбулася повторна коронація Мелісенди та її сина Балдуїна III. Разом із політичною діяльністю, Мелісенда багато робила для поліпшення становища населення, розбудови міст. Багато в чому допомагала учасникам Другого хрестового походу. В 1150 році стався конфлікт між Мелісендою з її сином Балдуїном III, якого королева фактично усунула від влади. Було вирішено поділити королівство. Мелісенда при підтримці патріарха Фулька отримала південні землі Єрусалимської держави. Втім 1152 року конфлікт спалахнув з новою силою. Тоді ж відбувся новий перерозподіл земель. Тепер Мелісенда отримала Наблуз та Єрусалим. Втім, зрештою змушена була відмовитися від Єрусалиму, а 1153 року зреклася трону й вирушила до монастиря у Віфінії, де абатисою була її сестра. 1161 року Мелісенда після інсульту повернулася до Єрусалиму, де померла цього ж року.
2. Аліса (бл. 1110—1151) — отримала хорошу осввіту. Після смерті Боемунда I (князя Антіохії) Балдуїн II стає регентом князівства. Для зміцнення тут свого становища у 1126 році Балдуїн II влаштовує шлюб Аліси з молодим князем Боемундом II. Аліса переїздить до Антіохії. Вона намагалася оживити культурне та освітнє життя у місті. Після смерті у 1130 році Боемунда II Аліса зробила спроби перебрати владу на себе, відсторонивши від влади свою доньку Констанцію. Проте в ці події втрутився її батько Балдуїн II. У відповідь Аліса звернулася до Зенгі (атабека Алепо). Втім це Алісі не допомогло. Зрештою вона вимушена була здатися батькові й погодитися на його умови: Аліса отримувала міста Латакія та Джабала, а регентом залишався Жослен Куртене. У 1131 році після смерті батька та Жослена Куртене Аліса спробувала повернути собі владу. Для цього вона уклала союз з Понсом Триполійським та отримала підтримку з боку сестри — королеви Мелісенди. Проте ці задуми зруйнували дворяни Антіохії, які покликали на допомогу Фулька, чоловіка Мелісенди. Тому Аліса вимушена була відступитися. Але вона не бажала відмовлятися від влади. У 1135 році вела перемовини з імператором Мануїлом Комніном щодо шлюбу своєї доньки з його сином, проте й цього разу її намірам завадив король Фульк з антійохійськими дворянами. За нареченого доньці Аліси обрали Раймунда Пуатьє, сина герцога Аквітанії Вільгельма IX. Деякий час Аліса мріяла одружити молодого Раймунда з собою, але зазнавши невдачі, остаточно відсторонилася від справ та оселилася в Латакії, де й померла.
3. Год'єрна (бл. 1112—бл. 1164) — дружина Раймунда II (графа Триполі). Як і її сестри отримала хорошу освіту, володіла вольовим характером. Активно втручалась в заплутану політику держав хрестоносців. В 1150–1152 роках підтримувала свою сестру Мелісенду в конфлікті проти її сина Балдуїна III. В 1152 у Год'єрни виник конфлікт з чоловіком Раймундом, в якому їй на допомогу прийшли Мелісенда з Балдуїном III. Після вирішення конфлікту Год'єрна разом з сестрою та племінником повернулись до Єрусалиму. Майже одразу після від'їзду Раймунд II був вбитий. Год'єрна негайно повернулась в Триполі, щоб взяти регентство над графством, оскільки її син Раймунд III був неповнолітним. Вона правила графством до 1155 роки, коли її син перебрав управління в свої руки.
4. Іветта (1120—1178) — єдина із сестер народилась після того як її батько став королем Єрусалиму. В 1123 році її батько потрапив в полон до Артукідів, Іветта стала полонянкою в обмін на визволення батька. ЇЇ утримували в фортеці Шайзар до 1125 року, коли її батько виплатив викуп в розмірі 8000 динарів. На відміну від сестер Іветта не вийшла заміж, а прийняла постриг і віддалилась в монастир Св. Анни в Єрусалимі, потім в 1143 році перейшла в засновану її сестрою Мелісендою обитель Св. Лазаря в Віфанії. В 1144 році стала абатисою цього монастиря. Займалась вихованням своєї внучатої племінниці Сибіли, яка в майбутньому стане королевою Єрусалиму. Була дуже близькою зі своїми сестрами, коли в 1161 помирала Мелісенда, Іветта та Год'єрна були присутні біля її смертного одра.